# Movie Battles
A Movie Battles egy csapatalapú többjátékos mod a Star Wars Jedi Knight: Jedi Academy című játékhoz, amit a Counter-Strike inspirált. A mod fő célja, hogy a Csillagok Háborúja filmek csatajeleneteit felelevenítse, amikben a játékos közvetlen részt vehet akár a Birodalom/Szeparatisták, akár a Lázadók/Köztársaság oldalán, a győzelem pedig valamilyen feladat teljesítése vagy ellenséges csapat kiirtása útján érhető el. Az alapjául szolgáló játéktól szinte teljesen eltérő játékmenetet nyújt, csupán néhány olyan dolog akadt, amit nem ért valamilyen változás.

## Fejlesztés
Fejlesztése 2003-ban indult, Richard Hart (RenegadeOfPhunk) célja pedig az volt, hogy a Counter-Strike játékmenetét a Csillagok háborúja univerzumból ismerős fénykardokkal és lézerfegyverekkel keresztezze. A mód első változatai még a Jedi Knight 2: Jedi Outcast című játékhoz készültek. (A Jedi Academyt megelőző rész.)

## Lényege
A Movie Battles csapat alapú FPS. Miután választottunk egy kasztot, egy kapott számú pontot kell elosztani különböző képzettségek között. Ilyen lehet például egy gránát vétele, de a vukiknál a több életerő is. Ha csak nincs olyan tulajdonságod, ami úgynevezett utánpótlást ad (ha meghalsz, feléledsz a kezdőponton) akkor meg kell várnod míg a társaid le nem győzik a többi ellenfelet, vagy megcsinálják az adott feladatot (valami felrobbantása stb.). Halálod után egy szellem leszel (spectator) aki szabadon tudja figyelni a játszó feleket, így képes megadni olyan információt is, ami egyik csapatra káros lehet. Ez a "Ghost" – mikor súgsz a társadnak, hogy az ellenfelek hol vannak stb.

## Ki lehet Jedi
Értelemszerűen ők nem pisztollyal, hanem a fénykarddal fognak harcolni. Ha két ellenséges Erőhasználó találkozik, az látványos fénykard-párbajt jelent. A jedinek a többi kaszttól eltérő tulajdonságai vannak. Van bizonyos mennyiségű Block Point-ja (BP), ami a kitartását és fáradékonyságát jelzi (ha alacsony ez az érték, akkor könnyebb megölni). Ezen kívül van neki még egy értéke az FP – azaz force points. Ez természetesen a felhasználható erőt jelzi. Erőt fogyaszt, hogyha kivédjük egy lézerpuskával ránk lövő találatát, illetve, hogyha magasra ugrunk a levegőben, ha ellökjük ellenfelünket.

## Az Erő
A két frakció között csak kis eltérés van az erők terén. Mindketten képesek használni az ugrás, lökés, húzás és érzékelés erőket. A jedik tudnak egy bizonyos elmetrükköt, amivel képesek láthatatlanná válni ellenfeleik előtt, illetve még képesek felgyorsulni, azonban ha ekkor vágnak, akkor a gyorsaság megszűnik. A sithek tudnak villámokat szórni, ami gyenge ellenfelek ellen rendkívül hatásos, illetve fojtogatni, ami ellen nincs földi segítség.

## Feladatok
Mivel csapatokban kell menni, ezért valószínű, hogy lesz egy feladat is amit el kell végezni az egyik csapatnak, míg a másiknak meg kell akadályozni, hogy sikerüljön. Ez a feladatkör pályánként változik, tehát míg a lázadóknak egyszer ki kell szabadítani Leiát, addig egy másik pályán a birodalmiaknak kell valamit/valakit elszállítani egy adott helyre.

## Játékmódok
3 féle játékmód található a játékban; Az egyik az Open Mode, mikor te döntöd el milyen kaszttal és milyen értékeket adsz magadnak, a másik félig kötött a Semi-Authentic, amikor is a filmben látott kasztok között lehet csak választani, de szabadon elköltött tulajdonságpontokkal. A harmadik és egyben legizgalmasabb a Full-Authentic, amikor egy az egyben a filmet lehet eljátszani. Tehát például lehet Dart Maul és Obi-wan küzdelme és sok más érdekes felállás.

## Kasztok
A kasztok megadják minden játékosnak, hogy olyan karakterrel legyen, aki közel áll a szívéhez. A profibb játékosok már az épp szükséges kasztot választják. Mivel mindegyik csak személyes tapasztalat útján ismerhető meg, ezért csak néhány osztályt említek itt meg. A lázadóknál van a Hero, azaz hős kaszt, mint Han Solo, Leia Organa, Kyle Katarn (még fiatalon) vagy Luke Skywalker. Képességeik közé tartozik a pisztolyok erőssége, tehát 3-as szinten már nagy sebzést oszt a pisztoly, de itt van a csak náluk felvehető mesterlövész puska is. Kaphatnak 3 gránátot is, illetve egy képzettséget mellyel a gránátokat nagyon gyorsan tudják eldobni. Képesek elhajolni a lövések elől, illetve regenerálódni. Másik érdekes és kedvelt kaszt az ARC-trooper, azaz a rakétás klón. Ő képes szaltózni és gurulni fegyverrel a kezében, képes impulsive gránátot dobni ami kifogyasztja a fegyverek lőszerét és hátralöki az ellenfelet. A birodalmiaknál van az ARC ellentéte a mandalorian, azaz Jango és Boba fett. Ők képesek egyedül repülni, jedik ellen rendkívül hatásos lángot fújni, rakétát lőni, illetve még lehet választani két darab pisztoly vagy egy erős lézerpuska között. Másik jó kaszt itt a Bounty Hunter, a fejvadász. Ő a Hero ellentéte aki tud mérgező és követő dartokat lőni ellenfelébe, rendelkezik két mesterlövész puskával. Illetve tud fegyverrel a kezében rúgni is.